# Babiniec Literacki

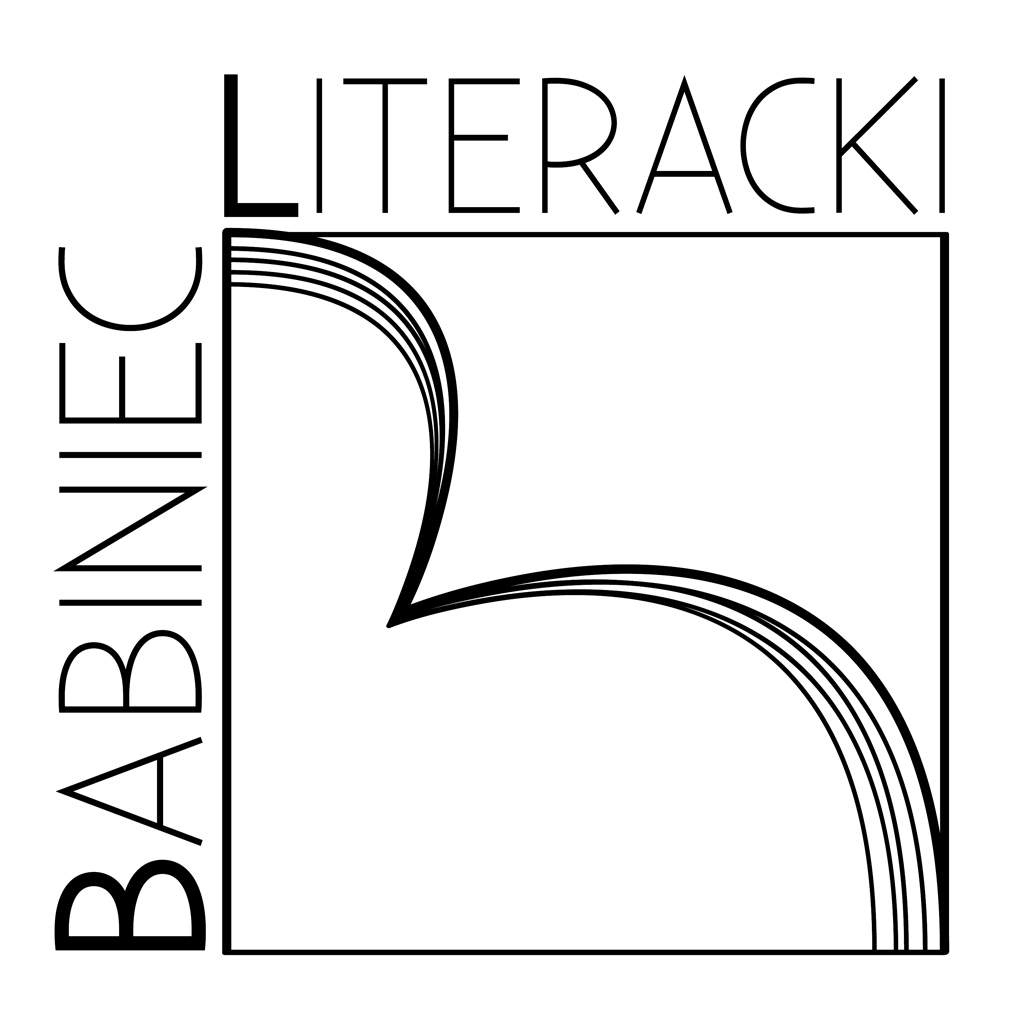

Babiniec Literacki – inicjatywa, której celem jest propagowanie współczesnej oraz klasycznej poezji kobiet, edukacja społeczna w zakresie literatury (z nastawieniem na poezję) oraz promocja poetek polskich i zagranicznych. Działalność Babińca opiera się w dużej mierze na stronie na Facebooku, poświęconej poezji kobiet. Strona ta powstała 1 sierpnia 2016 roku z inicjatywy Joanny Fligiel w celu przeciwstawienia się stereotypowemu rozumieniu pojęcia poezji kobiecej. Babiniec prowadzi również blog, na którym publikowane są dodatkowe treści.
Redakcja Babińca codziennie publikuje jeden wiersz, polski lub zagraniczny, autorstwa zarówno poetek z dużym dorobkiem twórczym, jak i niepublikujących wcześniej w książkach, a nawet w prasie. Projekt jest w pełni inicjatywą społeczną i dotychczas nie był finansowany z żadnych źródeł.
Redaktorki obecnie związane z Babińcem to: Joanna Fligiel (założycielka), Anna Błasiak, Anna Musiał, Joanna Idzikowska-Kęsik, Ewa Łada i Daria Danuta Lisiecka.
Wkład w początkowy rozwój Babińca wniosły również: Wioletta Grzegorzewska, Barbara Rajchert-Anaszewska, Oliwia Betcher, Agnieszka Wiktorowska-Chmielewska oraz Katarzyna Zwolska-Płusa.
Autorką projektu logo jest Małgorzata Południak, wykonała Marta Warzecha.

## Ogólnopolski Konkurs Poetycki Babińca Literackiego
Dotychczas odbyły się trzy edycje Ogólnopolskiego Konkursu Poetyckiego Babińca Literackiego (2017, 2018 i 2019).
Konkursy są skierowane do wszystkich, bez względu na płeć, wiek oraz dorobek literacki. Nagrody w Konkursie stanowią zawsze książki poetyckie, które redakcja otrzymuje na zasadzie patronatu od uznanych wydawnictw literatury i poezji polskiej, takich jak Fundacja Duży Format, Dom Literatury w Łodzi, Wojewódzka Biblioteka Publiczna i Centrum Animacji Kultury w Poznaniu, K.I.T. Stowarzyszenie Żywych Poetów oraz od prywatnych darczyńców.
Zwyciężczyniami konkursów zostały: Anna Zygmunt (2017), Elżbieta Lipińska (2018), Anna Dwojnych (2019), Aglaja Janczak (2020), Anna Dwojnych (2021), Dominika Lewicka Klucznik (2022), Natasza Cebo-Olszewska (2023).

## 111. Antologia Babińca Literackiego 2016–2019
W 2020 roku nakładem wydawnictwa Fundacja Duży Format ukazał się pierwszy zbiór poetycki pt. "111. Antologia Babińca Literackiego 2016–2019", pod redakcją Anny Musiał. Premiera miała miejsce 8 marca 2020 roku w Poznaniu podczas Poznańskich Targów Książki.
W zbiorze zaprezentowano 111 wierszy polskich poetek, które w latach 2016–2019 publikowały swoją twórczość na łamach portalu. Wyboru dokonała aktywna redakcja Babińca Literackiego, a wśród artystek znalazły się m.in. Justyna Bargielska, Krystyna Dąbrowska, Magdalena Gałkowska, Wioletta Grzegorzewska, Brygida Helbig, Aneta Kamińska, Kora, Joanna Lech, Krystyna Lenkowska, Anna Saraniecka, Mirka Szychowiak, Grażyna Wojcieszko oraz Elżbieta Zechenter-Spławińska.
"Mamy szczerą nadzieję, że na przestrzeni lat książka ta stanie się pięknym, literackim symbolem współczesnej kobiety i ukierunkuje młode poetki na nie tylko wysoką wrażliwość, ale i odważne, zdecydowanie mówienie nie jakimkolwiek przejawom dyskryminacji ze względu na płeć." [fragment posłowia Anny Musiał]